# Chronologie du Brésil

## Le Brésil avant la colonisation
Les territoires constituant l'actuel Brésil furent occupés il y a quelque 60 000 ans selon les dernières découvertes archéologiques de ces vingt dernières années effectuées dans la région riche en sites préhistoriques tel que celui de Pedra Furada du parc national de Serra da Capivara (classé Patrimoine Mondial de l'Humanité par l'UNESCO en 1991) situé au Sud-est de État du Piaui (centre du Brésil).
Avant l'arrivée des Européens, le territoire était occupé par des tribus amérindiennes dont la plupart étaient semi-nomades et vivaient de chasse, de cueillette et d'une agriculture sur brûlis ; lorsque les terres commençaient à montrer des signes d'épuisement, la tribu se déplaçait, laissant la nature reprendre ses droits :
- l'ouest était peuplé de tribus d'Indiens Pano ;
- les régions orientales et méridionales de tribus d'Indiens Jê ;
- la côte est et le bassin amazonien de tribus d'Indiens Tupis et Guaranis ;
- le nord de tribus d'indiens Arawaks et Caraïbes.

## Colonisation du Brésil
- En 1493, le pape Alexandre VI attribue à partir d'une ligne imaginaire nord-sud à 100 lieues à l'ouest des îles du Cap-Vert, les terres en deçà aux Portugais, au-delà aux Espagnols.
- 7 juin 1494 : L'Espagne et le Portugal signent, contraints par le pape Alexandre VI, le traité de Tordesillas, par lequel, ces deux puissances s'entendent sur le partage des territoires du Nouveau Monde : tout ce qui serait découvert à l'ouest de la longitude 50° appartiendrait à l'Espagne, et tout ce qui serait à l'est (Afrique comprise) appartiendrait au Portugal. En fait, la papauté avait attribué non pas des zones de colonisation, mais des zones d'évangélisation, distinction subtile qui ne résista pas aux appétits des deux puissances européennes.

### XVIesiècle
- Dès le 26 janvier 1500, le navigateur espagnol Vicente Yáñez Pinzón touche terre sur un site près de l'actuelle Recife, et remonte la côte vers le nord jusqu'à l'embouchure du fleuve Orénoque, mais conformément au traité de Tordesillas, tous ses territoires furent attribués au Portugal sans revendication de l'Espagne.
- Le 22 avril 1500, l'amira portugais Pedro Alvares Cabral, fuyant une tempête, débarque sur le site de Porto Seguro (au sud de l'actuelle Salvador). Il prend possession du territoire au nom du Portugal et du roi Manuel Ier le Fortuné et le baptise Terra da Vera Cruz (Terre de la Vraie Croix).
- En 1501, le Portugal envoie l'Italien Amerigo Vespucci pour effectuer la reconnaissance des côtes du nouveau territoire. Il rapporte en Europe le bois de brésil (bois de brésillet) qui produit une teinture rouge qui sera très prisée et qui donnera son nom au nouveau territoire.
- En 1503, des marins français de Dieppe et de Honfleur, puis peut-être le Malouin Jacques Cartier, se rendent sur les côtes du nouveau territoire portugais dans l'espoir de faire commerce du bois brésil (ou bois de pernambouc), tout en bravant les navires de guerre portugais qui croisent dans les parages. Ils occupent un petit îlot près du Pernambouc, l'actuelle Recife, et certains d'entre eux, les truchements restent sur place et s'installent le long des côtes, se mélangeant aux indigènes.
- En 1530, le bois brésil ne suffisant plus à assurer le développement économique du nouveau territoire, le roi Jean III de Portugal (João III) le confie à de grands seigneurs (les donataires) qui accordent de vastes domaines à des colons, à charge pour eux d'y faire cultiver la canne à sucre.
- En 1532, Martim Afonso de Sousa fonde le premier village de colonisation : la Vila de São Vicente (État de São Paulo).
- En 1548, le roi Jean III de Portugal (João III) dit « le Pieux », décide d'un programme de colonisation du nouveau territoire. Il crée un gouvernement général du Brésil, qui prend en charge les pouvoirs conférés précédemment aux grands seigneurs donataires, afin de maintenir la cohésion des colonies éparpillées le long des côtes du nouveau territoire.
- De 1549 à 1553, Tomé de Sousa, premier gouverneur général du Brésil, organise un gouvernement central à partir de la nouvelle cité de Salvador récemment fondée. Il entreprend une profonde réforme de l'administration et de la justice.
- En 1550, un premier groupe d'esclaves africains arrive à Salvador.
- En 1554, fondation de la mission Pátio do Colégio à l'origine de la ville de São Paulo, au sud de Salvador, à partir de laquelle les jésuites entreprennent d'évangéliser les Indiens de l'intérieur du territoire.
  - Ils utilisent de petites pièces de théâtre comme outil pédagogique, pour infiltrer et conquérir les Indiens brésiliens
  - Le père jésuite José de Anchieta (1534-1597) est l'auteur de la première grammaire du tupi, la langue prédominante chez les Indiens
- À partir du 10 janvier 1555, une expédition française, forte de 600 colons huguenots, et dirigée par Nicolas Durand de Villegagnon, seigneur de Torcy et vice-amiral de Bretagne, s'établit, dans la baie de Rio, pour constituer le point de départ d'une colonie nommée France antarctique. Partie du Havre et soutenue financièrement par les marchands de Normandie, elle convoite le fameux bois de brésil utilisé pour teindre leurs draps.
  - En 1557, un deuxième contingent, composé de protestants calvinistes et de femmes, rejoint la colonie. Cette arrivée est le début d'une guerre civile désastreuse entre catholiques et protestants, préfigurant le massacre de la Saint-Barthélemy.
  - Les Portugais finissent par détruire la colonie divisée en mars 1560, et réussissent à expulser tous les Français de la baie de Rio en 1565. Ils construisirent une forteresse côtière pour empêcher d'éventuelles nouvelles incursions étrangères, et fondèrent la cité de Rio de Janeiro en 1567.
- En 1570, un décret garantit la liberté des Indiens, mais la loi et la volonté de l'appliquer ne sont pas suffisantes pour empêcher les violences qu'ils continuent à subir.
- En 1580, le roi Philippe II d'Espagne hérite de la couronne du Portugal, et cet événement marque jusqu'en 1640, une période d'union des deux royaumes, lors de laquelle le Brésil dut faire face à de nombreuses agressions anglaises, hollandaises et françaises.
- De 1594 à 1615, le protestant Daniel de La Touche, seigneur de la Ravardière, tente à nouveau d'établir une colonie française dans l'île de Maranhão, où il fonde en 1612 la cité de Saint-Louis de Maranhão (São Luís do Maranhão, autour du fort Saint-Louis, mais il est finalement forcé de capituler le 4 novembre 1615 devant les Portugais commandés par Jerônimo de Albuquerque, alors qu'il avait demandé en vain des renforts au roi Louis XIII de France.

### XVIIesiècle

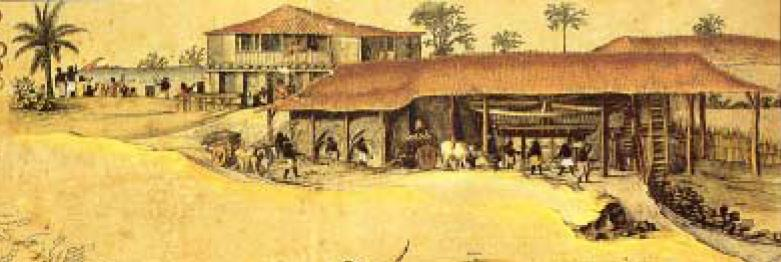
Comptoir hollandais de Pernambuco

- En 1624, une flotte hollandaise s'empare de Bahia, qui est reconquise en 1625 par une armée composée de forces portugaises, espagnoles et indiennes.
- En 1630, une expédition financée par la Compagnie hollandaise des Indes occidentales prit Pernambuco (l'actuelle Recife), Olinda, et les territoires côtiers compris entre l'île de Maranhão et le fleuve Rio São Francisco. Les Hollandais, sous le gouvernement de Jean-Maurice de Nassau-Siegen occupèrent leurs conquêtes plusieurs années et les firent prospérer.
- En 1644, le gouverneur Jean-Maurice de Nassau-Siegen démissionne pour protester contre l'exploitation à outrance menée par la Compagnie hollandaise des Indes occidentales, et dès son départ, les colons portugais soutenus par le Portugal (redevenu indépendant de l'Espagne en 1640), se soulèvent contre le pouvoir hollandais, et après dix années de combats, les Hollandais se retirent, mais ne renoncent définitivement à leur revendication territoriale qu'en 1661.
- Durant le XVIIe siècle, l'activité des Jésuites se délocalise de São Paulo vers Salvador, première capitale du Brésil colonial. Une vie culturelle et littéraire commence à se développer dans la couche sociale la plus élevée de la ville : propriétaires terriens, hauts fonctionnaires, officiers supérieurs et clergé.
- En 1674, les Bandeirantes (explorateurs) commencent l'exploration de l'intérieur des vastes terres du Brésil.
- En 1680, une expédition portugaise, violant le vieux traité de Tordesillas, fonde une colonie au sud de la rive orientale du Rio de la Plata, et est à l'origine d'une longue série de troubles qui ne s'achève qu'en 1828 avec la création de l'Uruguay.
- En 1690, les premiers gisements d'or sont découverts.

### XVIIIesiècle
- En 1705, d'importants gisements d'or et de pierres précieuses sont découverts, dans les Minas Gerais, ce qui permet au Brésil de devenir rapidement le premier producteur d'or du monde.
- En 1711, le corsaire malouin René Duguay-Trouin s'empare de Rio de Janeiro et la restitue aux Portugais, trois mois plus tard, contre le paiement d'une rançon.
- Durant le XVIIIe siècle, le centre économique et culturel du Brésil colonial se déplace vers les Minas Gerais. L'intensification de l'exploitation de l'or est alors concentrée autour de trois villes : Vila Rica (actuellement Ouro Preto), capitale de la province, Sabará et São João del-Rei.
- En 1743, une carte de l'Amazone est dessinée par Charles de la Condamine.
  - En raison des besoins en main d'œuvre pour l'exploitation des mines, de puissantes bandes armées s'en prennent aux missions créées par les jésuites afin d'asservir les Indiens évangélisés qui s'y trouvent.
- En 1760 :
  - Les jésuites sont expulsés du Brésil afin de casser leur puissance économique et leur influence politique.
  - Les gisements miniers commencent à s'épuiser et sont progressivement abandonnés.
- En 1763, la capitale est transférée de Salvador à Rio de Janeiro.
- En 1775, l'esclavage des Indiens est aboli, mais il est remplacé par une main d'œuvre servile en provenance de l'Angola, autre colonie portugaise des côtes africaines. Jusqu'en 1850, la traite des esclaves noirs touche près de trois millions et demi d'êtres humains, qui sont arrachés du continent africain pour être asservis et vendus aux planteurs brésiliens.
- En 1789, dans l'État du Minas Gerais, des révolutionnaires (commerçants, intellectuels, francs-maçons...), menés par Joaquim José da Silva Xavier, appelé le Tiradentes (dentiste ou arracheur de dents), essaient d'organiser un soulèvement populaire pour exiger l'indépendance du Brésil, c'est l’Inconfidência Mineira (la « défiance des habitants du Minas Gerais »). Ce soulèvement échoue en raison de la trahison de l'un des meneurs. Tiradentes fut exécuté, mais devint le célèbre martyr de l'indépendance brésilienne, encore loué et chanté aujourd'hui par les écoles de samba, lors de la fête annuelle du 21 avril.
- Le Brésil connaît à cette époque une très importante effervescence politique, sociale et culturelle. De nombreux groupes, sociétés et académies sont créés, marquant le début d'une vie littéraire et culturelle nationale, jusqu'alors très dépendante du Portugal.

### XIXesiècle
- Lorsqu'en 1806, l'empereur des Français Napoléon décrète le blocus continental contre le Royaume-Uni, le royaume de Portugal refuse d'adhérer à cette opération.
  - En novembre 1807, fuyant les avancées de l'armée de Napoléon, la reine, le prince-régent et la famille royale quittent le Portugal pour le Brésil et y transfèrent le siège du royaume. Bientôt suivie par la cour, la reine s'installe à Rio de Janeiro en 1808.
  - Fils aîné de l'héritier de la couronne, dom Pedro grandit donc au Brésil, dans le climat d'effervescence politique du Nouveau Monde et s'éprend de la colonie portugaise.
- Le 16 décembre 1815 est proclamé le Royaume-Uni de Portugal, du Brésil et des Algarves, la reine élevant le Brésil au rang de royaume, uni à celui de Portugal.
- En 1816, le prince-régent, à la mort de la reine Marie Ire, devient le nouveau roi de Portugal, du Brésil et des Algarves, sous le nom de Jean VI de Portugal (João VI).
- En 1820, une révolution éclate au Portugal et les révoltés exigent le retour du roi au Portugal.
- En 1821, la cour retourne à Lisbonne et le roi laisse à son fils Pierre (dom Pedro) la charge de gouverner la colonie. Investi d'une âme de romantique, il se sent beaucoup plus Brésilien que Portugais, et ne désire pas être obligé de finir sa vie au Portugal, à la succession de son père.
  - Les Cortès de Lisbonne lui ordonnant de rentrer au Portugal, il prend fait et cause pour l'indépendance du Brésil et proclame cette dernière le 7 septembre 1822, sur les bords de la rivière Ipiranga en São Paulo.

## Le Brésil après l'indépendance
- Le 12 octobre 1822, Dom Pedro se proclame empereur du Brésil sous le nom de Pierre Ier du Brésil. Le 13 octobre, il est confirmé « par la grâce de Dieu et l'acclamation unanime du peuple, empereur constitutionnel et défenseur perpétuel ». Il est soutenu par une partie du clergé et par les couches populaires, mais ce nouvel empire est mal vu par la grande bourgeoisie commerçante, libérale et positiviste, propriétaire de la plupart des terres.
- Le 25 mars 1824, par décret impérial, entrée en vigueur de la première constitution brésilienne.
- En 1825, le roi Jean VI de Portugal reconnaît l'indépendance du Brésil.
- De 1825 à 1827, eut lieu une guerre entre le Brésil et l'Argentine pour la possession de la province de La Plata. Finalement ce territoire devint indépendant sous le nom d'Uruguay.
- En 1826, le roi Jean VI de Portugal meurt, et son fils Pierre Ier du Brésil devient légitimement roi de Portugal, mais il abdique en faveur de sa fille Maria da Glória (Marie II de Portugal).
- En janvier 1828, ont lieu des batailles navales appelées Combats du lac Mirim entre une flottille corsaire argentine et une canonnière brésilienne. La canonnière a le dessous.
- Le 7 avril 1831, l'empereur Pierre Ier du Brésil (Pedro), devenu très impopulaire, auprès de la grande bourgeoisie, est contraint d'abdiquer, en faveur de son fils Pedro de Alcântara, âgé de cinq ans, qui prit le nom de Pierre II du Brésil. Celui-ci, né au Brésil après l'indépendance était un véritable Brésilien, mais son accession au trône marqua cependant le début d'une période d'instabilité politique.
- En 1834 :
  - Un acte additionnel à la Constitution permet l'instauration d'un véritable régime parlementaire dirigé par un régent-citoyen, en l'occurrence l'abbé Diogo Antônio Feijó. Ce régime dura jusqu'en 1840, année lors de laquelle Pierre II atteint sa majorité et commence son règne personnel.
  - Pierre Ier du Brésil meurt en exil au Portugal.
- En 1836, l'État du Rio Grande do Sul fait sécession (il sera réincorporé au Brésil en 1845).
- Le 18 juillet 1841, à l'âge de quinze ans, Pierre II du Brésil est couronné à Rio de Janeiro.
- En 1847, les premiers immigrants arrivent à São Paulo pour travailler dans les grandes exploitations de café.
- En 1850, l'empereur s'engage dans la lutte contre l'esclavage ; le trafic d'esclaves vers le Brésil s'arrête.
- Dans les années 1860 débute la culture intensive du café.
- De 1865 à 1870, une guerre a lieu contre le Paraguay.
- En 1871, une loi affranchit les enfants nés d'une mère esclave (Loi du « ventre libre »)
- Le 13 mai 1888, la princesse Isabelle qui exerce la régence, signe la loi « Áurea » qui abolit l'esclavage au Brésil. Consciente de l'impopularité de cette mesure, elle avait confié alors : « L'abolition de l'esclavage sonnera le glas de la dynastie ».
- En 1889, le régime de l'empereur Pierre II du Brésil, devenu très impopulaire auprès des grands propriétaires terriens, pour avoir aboli l'esclavage, est renversé par l'armée, dirigée par le général Manuel Deodoro da Fonseca. La République est proclamée, l'empereur part en exil à Paris et l'armée entre sur la scène politique brésilienne.

- En 1891 :

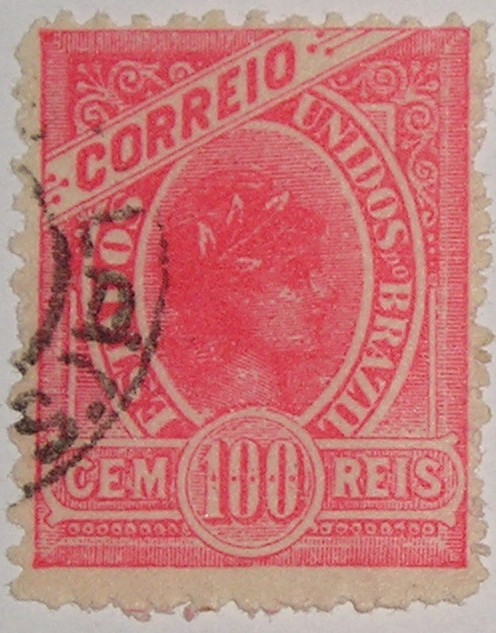
Timbre à l'effigie de la liberté, 1894

  - Le 24 février 1891, une nouvelle constitution crée la république laïque et fédérale des « États-Unis du Brésil », l'article 3 proclame : « La République est une chose sacrée qui jamais ne pourra être remise en cause ». Le général Manuel Deodoro da Fonseca en devient le premier président élu.
  - En novembre, il choisit de dissoudre l'Assemblée nationale et d'imposer un pouvoir dictatorial, mais poussé à la démission par une révolte de la marine, il cède le pouvoir au vice-président Floriano Peixoto qui maintient la dictature.
- En 1894, Prudente de Morais devient président de la République brésilienne.
- En 1896, c'est le début de la révolte de Canudos, qui sera écrasée l'année suivante par l'armée fédérale.
- En 1903, les forces brésiliennes occupent le territoire de l'Acre, qui sera incorporé au Brésil l'année suivante.
- De 1906 à 1914, le pays connaît une grave période de crise économique due à la baisse du prix du café, puis à celle du caoutchouc, cependant le Brésil reste toujours la première puissance économique de l'Amérique latine.

## Le Brésil après 1914
- En 1917, le Brésil s'engage dans la Première Guerre mondiale aux côtés des Alliés, après avoir subi des attaques de sous-marins allemands contre ses bateaux de commerce.
- Dès 1918, les richesses agricoles du pays (café, blé, caoutchouc et sucre) sont à nouveau exportées massivement.
- En 1920, la loi d'exil est abrogée et la famille impériale est autorisée à revenir s'installer au Brésil. Le prince Pierre d'Orléans-Bragance s'installe au palais de Grao Para à Petropolis où il décède en 1940.
- Dès 1922, une grave crise économique touche le Brésil.
- En juillet 1924, la crise économique aboutit à une large révolte, qui démarre à São Paulo puis s'étend dans le pays et débouche sur 6 mois de troubles populaires. Après de nombreux affrontements, l'armée réussit à reprendre la situation en main et à mater la révolte. Cependant, le gouvernement décrète la loi martiale, pour éviter de nouveaux problèmes.
- En octobre 1924, Luís Carlos Prestes commence à former la Colonne Prestes qui va parcourir 25 000 km tentant de soulever les populations.
- En 1927, le gouvernement brésilien déclare les grèves illégales.
- En 1929, le pays subit de plein fouet les retombées du krach américain. Les marchés européens se ferment, les cours des matières agricoles s'effondrent avec en particulier ceux du caoutchouc et du café. Le gouvernement ne peut plus résister et le régime dictatorial tombe.

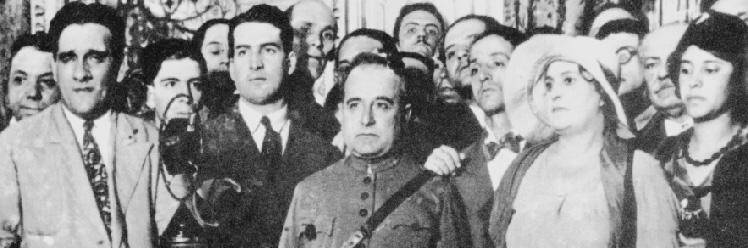
Getúlio Vargas pendant la révolution au Brésil le 31 octobre

- Le 4 octobre 1930, Getúlio Vargas prend le pouvoir grâce à un coup d'État, et forme un gouvernement provisoire qui suspend la Constitution.
- En 1932, le droit de vote est accordé aux femmes et le vote à bulletin secret est introduit.
- En 1934, Getúlio Vargas est élu, pour quatre ans, président de la République par une nouvelle Assemblée nationale qui proclame, le 16 juillet, une nouvelle constitution.
- En novembre 1935, éclate une série de révoltes militaires appelées Intentona comunista
- Le 10 novembre 1937, le président Getúlio Vargas impose une nouvelle dictature qu'il baptise l'Estado Novo (État nouveau), accompagnée d'une nouvelle constitution.
- En 1942 :
  - En janvier, le Brésil rompt ses relations diplomatiques avec les pays de l'Axe.
  - Le 22 août, le Brésil déclare la guerre à l'Allemagne et à l'Italie.
- Le 30 octobre 1945, le président Getúlio Vargas est déposé par un groupe de généraux.
- Le 1er septembre 1946, une nouvelle Constitution démocratique et fédéraliste est adoptée.
- En octobre 1950, l'ex-président Getúlio Vargas est réélu président de la République à une écrasante majorité, en bénéficiant d'un grand courant patriotique, en réaction d'une part à la menace soviétique et d'autre part à l'ingérence économique américaine.
  - Cependant, grâce à l'importante aide américaine, une longue période de progrès économique et d'enrichissement s'ouvre pour le Brésil. Entre 1950 et 1980, le PIB est multiplié par sept, cependant le revenu par habitant n'a été multiplié que par trois et les inégalités sociales s'accentuèrent.
- Le 24 août 1954, une tentative d'assassinat politique qui aurait impliqué Vargas le déstabilise; sommé de démissionner, sous la menace d'un coup d'État militaire, le président finit par se suicider. L'émotion populaire qui accueille cette nouvelle tiendra provisoirement en échec les velléités dictatoriales de l'armée.
- En 1955, Juscelino Kubitschek est élu président de la République. Il tente de redresser le pays, mais devant la crise économique, son autorité est contestée par des émeutes étudiantes et ouvrières.
- En 1960 :
  - 25 février : une collision aérienne près de Rio de Janeiro cause la mort de 26 Brésiliens et de 35 marines américains.
  - La capitale est transférée dans la ville nouvelle de Brasilia, construite officiellement pour rééquilibrer le pays au profit de l'intérieur et pour être une vitrine de modernité, mais en réalité destinée à mettre l'appareil gouvernemental à l'abri de la pression des troubles populaires, ou en tout cas pour l'éloigner des mégapoles de São Paulo et Rio de Janeiro.
  - Jânio Quadros est élu président de la République brésilienne.
- En 1961 :
  - Le président Jânio Quadros renonce à la présidence et le vice-président João Marques Goulart lui succède.
  - Une nouvelle modification de la Constitution transfère une partie du pouvoir exécutif présidentiel vers un premier ministre.
- De 1961 à janvier 1963, il y aura trois premiers-ministres: Tancredo Neves, Francisco de Paula Brochado da Rocha et Hermes Lima.
- En 1962, le premier ministre initie un plébiscite pour un retour à un régime présidentiel.
- janvier 1963: retour au régime présidentiel
- En 1964, alors que le pays plonge dans un nouveau cycle de baisse, le président de la république João Marques Goulart est renversé par un putsch militaire et doit s'enfuir en Uruguay. Le maréchal Alencar Castelo Branco assume la présidence et instaure une dictature militaire.
- En 1967, une nouvelle constitution abandonne la dénomination d' « États-Unis du Brésil » pour un simple « Brésil ».
- En 1968, l'Acte institutionnel n° 5 (AI-5) permet l'instauration d'une véritable dictature qui dure près de dix années.
- En 1969, une nouvelle Constitution est promulguée.
- En 1974, l'après choc pétrolier marque la fin de l'embellie économique, le retour de l'inflation, alors que l'endettement asphyxie le pays. Les généraux sont discrédités.
- En 1979, le général João Figueiredo prend le pouvoir, et le pays amorce un timide retour à la démocratie.
- En 1985, d'immenses manifestations populaires obligent le général João Figueiredo à rendre le pouvoir, et un civil, Tancredo Neves est élu président de la République, mais tombe malade, et meurt peu de temps avant sa prise de fonction.
  - Le vice-président José Sarney le remplace à la présidence. Il impose un programme d'austérité économique et introduit une nouvelle monnaie pour tenter de contenir une inflation galopante qui se montera à 1000 % en 1989.

## Le Brésil démocratique
- Le 5 octobre 1988, une nouvelle Constitution plus démocratique est promulguée en remplacement de celle de 1969. Elle désigne le Brésil comme la « République Fédérative du Brésil ». Elle établit un régime présidentiel et le suffrage universel avec vote obligatoire. Elle met en place un Sénat (81 sénateurs élus pour huit ans), et une Chambre des députés (503 députés élus pour quatre ans).
- En décembre 1989 se déroulent les premières élections démocratiques depuis trente ans, et Fernando Collor de Mello devient le premier président de la République brésilienne réellement élu par le peuple.
- En 1990, à l'instigation du député monarchiste Cunha Bueno, l'article 3 de la Constitution de 1891 proclamant « La République est une chose sacrée qui jamais ne pourra être remise en cause » est abrogé. Il sera rétabli trois ans plus tard à la suite d'un référendum qui confirme la légitimité de la République. Les partisans de l'Empire recueilleront 12 % des suffrages, soit 10 millions d'électeurs.
- En 1992 :
  - Procédure de destitution du président Fernando Collor de Mello, accusé de corruption financière. Le vice-président Itamar Franco assume la présidence de la République. L'ancien président sera acquitté en 1994 faute de preuves et élu sénateur en 2006.
  - En juin, sommet « Planète Terre » organisé par les Nations unies à Rio de Janeiro, au cours duquel est adopté une déclaration sur les droits et responsabilités des pays dans le domaine de l'environnement.
    - Pour des raisons d'indépendance énergétique, le Brésil a développé des moteurs alimentés avec de l'éthanol hydraté (produit par la fermentation de l'alcool de canne à sucre) ce qui, en vingt ans, a permis de réduire de 30 à 40 % ses émissions de gaz à effet de serre dans le secteur des transports et de réduire les importations de pétrole. En 2003, plus de 90 % des véhicules brésiliens roulaient avec l’'éthanol comme carburant.
- En 1994, un nouveau plan d'austérité économique est mis en place pour pallier les conséquences de la récession mondiale.
- En 1995 :
  - Le 1er janvier début du Mercosur (acronyme espagnol de Marché commun de l'Amérique du Sud).
  - Fernando Henrique Cardoso est élu président de la République.
  - Le nouveau président Fernando Henrique Cardoso tente de réduire les tensions entre les propriétaires terriens et les « Sans-terre » : 1 % de la population brésilienne possède alors 45 % des terres du pays.
    - en 1995 et en 1996, de violents affrontements ont éclaté entre les propriétaires terriens et les Sans-terre. Le président Fernando Henrique Cardoso fait redistribuer 1 000 km2 de terres de riches domaines privés pour les donner à plus de 3600 familles pauvres, et autorise la reprise de terres attribuées aux Indiens.
- En octobre 2002, lors des élections présidentielles, le chef historique de la gauche Luís Inácio Lula da Silva, dit « Lula », ancien ouvrier métallurgiste, est élu président de la République avec 61 % des suffrages.
- En octobre 2006 « Lula » est réélu

## Livres
- Rouge Brésil de Jean-Christophe Rufin, prix Goncourt 2001 - Éd. Gallimard, 560 pages - Thème : Roman historique. Aussi Rouge Brésil
- Nicolas de Villegagnon ou l'Utopie tropicale de Serge Elmalan, préface de Jean-Christophe Rufin - Éd. Favre 2002, 298 pages - Thème : Histoire.
- L'Esclavage en héritage (Brésil) de Jean-François Véran - Éd. Karthala 2003, 386 pages - Thème : Histoire - Étude universitaire.  (ISBN 2-84586-413-2)
- Brésil, les silences de l'histoire de Sergio Corrêa da Costa - Éd. du Rocher 2003, Collection Documents, 391 pages - Thème : Histoire.  (ISBN 2-268-04572-2)
- Histoire du Brésil (1500-2000) de Bartolomé Bennassar et Richard Marin - Éd.Fayard 2000, 629 pages.  (ISBN 2-213-60494-0)